# Can Mateu (Tavertet)
Can Mateu és una casa de Tavertet (Osona) inclosa a l'Inventari del Patrimoni Arquitectònic de Catalunya.

## Descripció
Casa rural unida a una eixida a Can Lluci i a la Pallissa. És de planta rectangular, coberta a dues vessants amb el carener perpendicular a la façana la qual es troba orientada a migdia. La vessant dreta abriga també un cos annexionat a l'edifici però de construcció diferent i amb una finestra a la planta baixa i una altra al primer pis. El cos principal presenta un portal rectangular, al damunt s'hi endevina un sobrearc triangular, i una finestra a la part esquerra. A nivell del segon pis, dues finestres més amb els ampits motllurats.

## Història
Aquesta casa, com moltes les de Tavertet, és fruit de l'època d'expansió demogràfica i d'afany constructiu que dominà la pagesia catalana durant els segles XVII i XVIII, fet que en el cas de Tavertet queda palès amb l'ampliació de l'església romànica durant la mateixa època. Can Mateu, a diferència de les altres del terme no ha estat restaurada i sembla abandonada.